# Mastixis apsinthes
Mastixis apsinthes là một loài bướm đêm trong họ Noctuidae.